# ぱちすろファミスタオンライン
『ぱちすろファミスタオンライン』は、ハンゲームのパチスロDXに存在するオリジナルパチスロ台である。Bタイプとされているが実際にはビッグボーナスのないCタイプである。

## 概要
『ぱちんこファミスタオンライン』と同時に登場した『プロ野球ファミスタオンライン』をモチーフにしたパチスロで、基本的な設定・ストーリーなどはぱちんこファミスタオンラインと同様であるが、成立役のナビゲーションなどパチスロならではの演出もある。
7が揃った後の小役ゲーム+レギュラーボーナスである「バトルボーナス」の連続によりメダルを増やすスペックで、バトルボーナス中にナムコスターズの選手がヒットを打つかアウトを取れば再び小役ゲーム+バトルボーナス1回が行われる。